# Amos Funkenstein
Amos Funkenstein (hebräisch עָמוֹס פוּנְקֶנְשְׁטַיְין ʿAmōs Fūnqenschṭajn, geboren 9. März 1937 in Tel Aviv, Völkerbundsmandat für Palästina; gestorben 11. November 1995 in Berkeley) war ein israelischer und amerikanischer Historiker.

## Leben
Amos Funkenstein war ein Sohn des in der Zeit des Nationalsozialismus aus Deutschland  nach Palästina geflohenen Historikers Josef Funkenstein.
Funkenstein besuchte die Städtische Religiöse Oberschule Maʿaleh in Jerusalem und leistete seinen Wehrdienst ab. Er begann 1956 ein Studium der Geschichte an der Hebräischen Universität Jerusalem und ging nach zwei Jahren an die Freie Universität Berlin. Er wurde 1965 mit der Dissertation Gegenwartsbestimmung, Heilsplanbegriff und Entwicklungsgedanke im Geschichtsdenken des hohen Mittelalters bei Wilhelm Berges promoviert.
Ab 1968 lehrte er an der University of California, Los Angeles. Seit Ende der 1970er Jahre lehrte er zusätzlich an der Universität Tel Aviv. Er ging 1985 mit einer Guggenheim Fellowship an die École des hautes études en sciences sociales nach Paris. 1986 wechselte er an die Stanford University, kehrte 1989 an die UCLA zurück und erhielt 1991 eine Professur für jüdische Geschichte an der University of California, Berkeley. Funkenstein schrieb in Deutsch, Hebräisch, Englisch und Französisch sieben Bücher und an die einhundert Artikel, Rezensionen und Miszellen. Er erhielt 1995 den Israel-Preis für Geschichte.
Funkenstein hatte aus erster Ehe zwei Kinder. Er wurde im Rolling Hills Memorial Park in Richmond beerdigt.

## Schriften (Auswahl)
- Heilsplan und natürliche Entwicklung. Formen der Gegenwartsbestimmung im Geschichtsdenken des hohen Mittelalters. Nymphenburger, München 1965.
- Theology and the Scientific Imagination from the Middle Ages to the Seventeenth Century. Princeton University Press, Princeton, NJ 1986.
- Maïmonide: nature, histoire et messianisme. Übersetzung aus dem Hebräischen von C. Chalier. Le Cerf, Paris 1988 (hebräisch 1983).
- Perceptions of Jewish history. University of California Press, Berkeley 1993.
  - Jüdische Geschichte und ihre Deutungen. Übersetzung von Christian Wiese. Jüdischer Verlag, Frankfurt am Main 1995, ISBN 978-3-633-54099-0.
- Gadi Algazi, Gad Freudenthal, Esti Micenmacher: Schriftenverzeichnis, mit 120 Aufsätzen, Rezensionen, Miszellen, bei TAU, PDF.